# سوارا

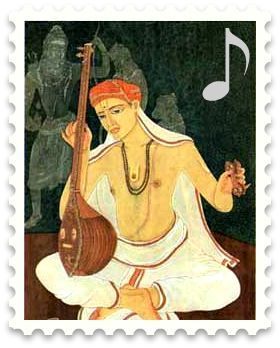
نقاشی از یک نوازنده موسیقی سنتی هندی

در موسیقی سنتی هندی به هفت قسمت نامساوی و متغیر اکتاو، که معمولاً با گام مقایسه می‌شوند سوارا می‌گویند.
سواراها به شکل دقیق‌تر به عنوان ساختمان مولکولی راگا توصیف شده‌اند. هر چند آن‌ها نمایندهٔ درجات هستند اما هویت آن‌ها الزاماً بر مبنای خویشاوندی شان با نت پایه استوار نبوده و مورد استفاده آن‌ها نیز به شکل پله به پله و ترتیبی نیست. یکی از معانی سوارا، قائم به ذات است.
سوارا و شروتی دو تشکیل دهندهٔ اصلی تقسیمات صوتی در موسیقی هند هستند موسیقی‌ای که به نگاه غربی غیر هارمونیک است.